# 切格姆
43°17′N 43°08′E / 43.283°N 43.133°E
切格姆（俄语：Чеге́м）是俄羅斯卡巴爾達-巴爾卡爾共和國中部的一個城市，位於首府納爾奇克以北10公里。2002年人口17,893人。
2000年建市。